# اقتصاد ألمانيا النازية
عانى الاقتصاد الألماني، مثله مثل العديد من الدول الغربية الأخرى، من آثار الكساد الكبير مع ارتفاع معدلات البطالة في جميع أنحاء تحطم وول ستريت عام 1929. عندما أصبح أدولف هتلر مستشارًا لألمانيا في عام 1933 ، قدم سياسات تهدف إلى تحسين الاقتصاد. وشملت التغييرات خصخصة الصناعات الحكومية، والاكتفاء الذاتي (الاكتفاء الذاتي الاقتصادي الوطني) ، ورسوم جمركية على الواردات. على الرغم من زيادة الأرباح الأسبوعية بنسبة 19 ٪ بالقيمة الحقيقية في الفترة ما بين 1932 و 1938 ، فقد ارتفع متوسط ساعات العمل أيضًا إلى حوالي 60 أسبوعيًا بحلول عام 1939. وعلاوة على ذلك، فإن انخفاض التجارة الخارجية يعني تقنين السلع الاستهلاكية مثل الدواجن والفواكه، والملابس للعديد من الألمان. كان النازيون يؤمنون بالحرب باعتبارها المحرك الرئيسي للتقدم البشري، وجادلوا بأن الغرض من اقتصاد البلد يجب أن يكون لتمكين هذا البلد من القتال والفوز في حروب التوسع. على هذا النحو، مباشرة تقريبًا بعد وصولهم إلى السلطة، شرعوا في برنامج واسع للتسلح العسكري، سرعان ما أدى إلى تقويض الاستثمارات المدنية. خلال الثلاثينيات، زادت ألمانيا النازية من إنفاقها العسكري بشكل أسرع من أي دولة أخرى في وقت السلم، وفي النهاية جاء الجيش لتمثيل غالبية الاقتصاد الألماني في الأربعينيات. تم تمويل هذا بشكل رئيسي من خلال تمويل العجز قبل الحرب، وكان النازيون يتوقعون أن يغطوا ديونهم(انظر إلى دين (اقتصاد)) بنهب ثروة الدول المحتلّة أثناء الحرب وبعدها. حدث مثل هذا النهب، لكن نتائجه كانت أقل بكثير من التوقعات النازية. طورت حكومة ألمانيا النازية شراكة مع المصالح التجارية الألمانية الرائدة، التي دعمت أهداف النظام وجهوده الحربية في مقابل عقود وإعانات مفيدة وكذلك قمع الحركة النقابية(انظر إلى نقابية). تم القيام بهذا الأخير أيضًا لأن الحزب النازي رأى أن النقابات تمارس نفوذاً أكبر على العمال أكثر مما تستطيع. تم تشجيع الكارتلات (انظر إلى كارتل (عقد)) والاحتكارات (انظر إلى احتكار) على حساب الشركات الصغيرة، على الرغم من أن النازيين حصلوا على دعم انتخابي كبير من أصحاب الأعمال الصغيرة. حافظت ألمانيا النازية على إمدادات من العبيد، تتألف من سجناء ونزلاء معسكرات الاعتقال(انظر إلى معسكرات الاعتقال النازية) ، والتي توسعت بشكل كبير بعد بداية الحرب العالمية الثانية. في بولندا وحدها، تم استخدام حوالي 5 ملايين مواطن (بما في ذلك اليهود البولنديون) كعمالة عبودية طوال الحرب. من بين عمال العبيد في الأراضي المحتلة، تم استخدام مئات الآلاف من الشركات الألمانية الرائدة بما في ذلك تيسين كروب وإي غه فاربن وبوش (شركة) ودايملر بنز وهينشيل أند صن ويونكرز وماسرشميت وسيمنز وفولكس فاجن، شركة هولندية فيليبس. بحلول عام 1944 ، شكلت عمالة العبيد ربع القوى العاملة في ألمانيا بأكملها، وكانت غالبية المصانع الألمانية تضم مجموعة من السجناء.

## اقتصاد ما قبل الحرب: 1933-1939

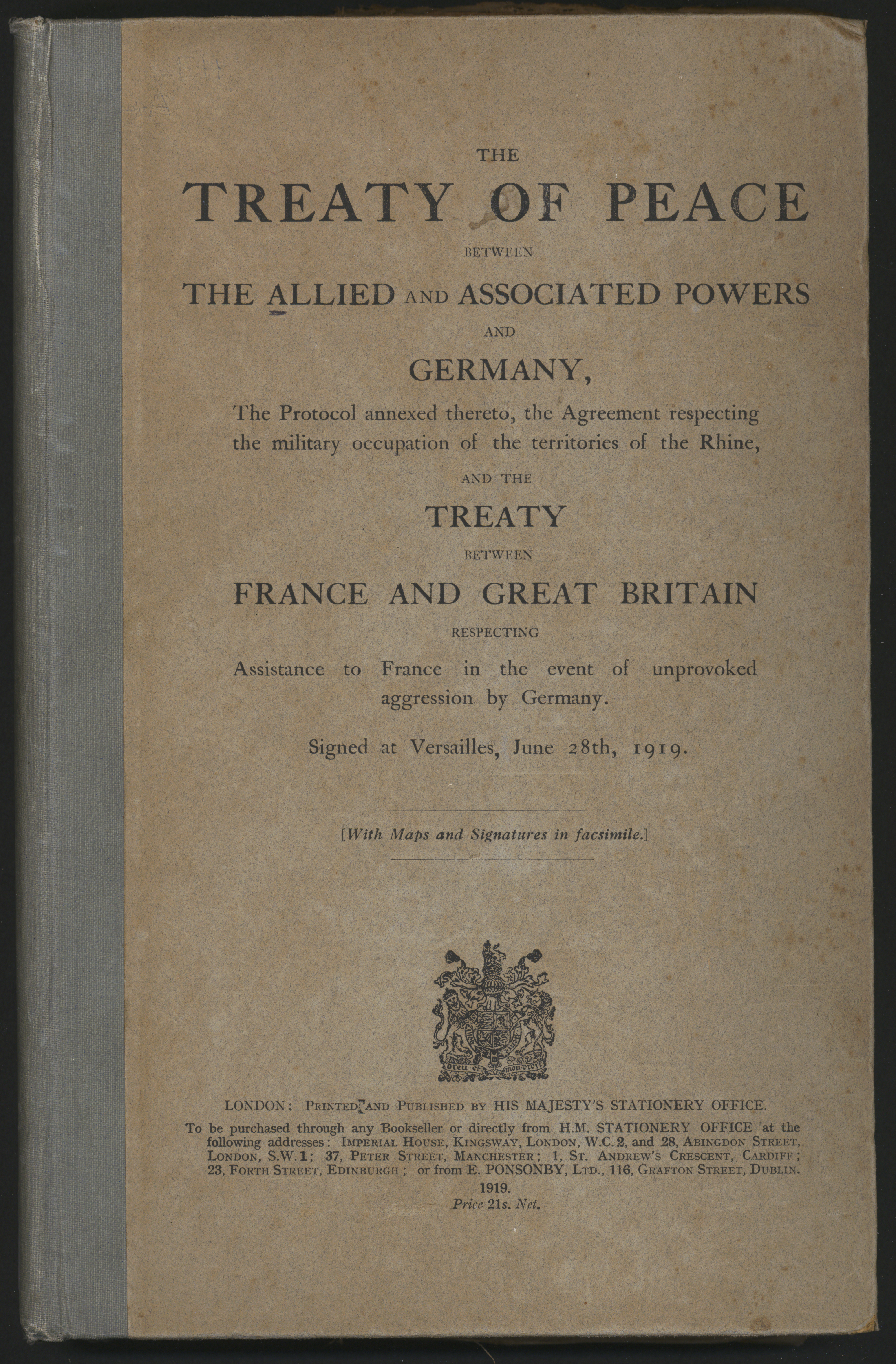
معاهدة فرساي وأثرها على الاقتصاد الألماني قبل الحرب (1933-1939)

### الانتعاش وإعادة التسلح
وصل النازيون إلى السلطة في خضم أزمة الكساد العظيم. كان معدل البطالة في تلك المرحلة الزمنية يقارب 30%. في البداية، واصلت الحكومة النازية الجديدة السياسات الاقتصادية التي طبقتها حكومة كورت فون شلايشر في عام 1932 لمكافحة آثار الكساد. عيّن هتلر يالمار شاخت -عضو سابق في الحزب الديمقراطي الألماني- رئيسًا لبنك الرايخ في عام 1933 ووزيرًا للاقتصاد في عام 1934. شملت السياسات التي ورثها برامج الأشغال العامة الكبيرة المدعومة عن طريق الإنفاق بالعجز -مثل إنشاء شبكة الأوتوبان- لتحفيز الاقتصاد والحد من البطالة. كانت هذه البرامج التي خُطط لتنفيذها من قبل جمهورية فايمار خلال فترة ولاية باول فون هيندنبرغ المحافظة، التي خصصها النازيون لهم بعد وصولهم إلى السلطة. أنشأ يالمار شاخت خطة للتمويل بالعجز، والتي دُفعت فيها تكاليف المشاريع الرأسمالية عبر إصدار سندات إذنية تسمى فواتير ميفو، والتي يمكن أن تتداولها الشركات بين بعضها. كان هذا مفيدًا بشكل خاص في السماح لألمانيا بإعادة التسليح؛ لأن فواتير ميفو لم تكن رايخ مارك ولم تظهر في الميزانية الفيدرالية؛ لذا فقد ساعدوا في إخفاء إعادة التسلح. عندما قُدّمت السندات للدفع، طبع بنك الرايخ النقود. ثَبُت أن هذا غير كافٍ في عام 1938، عندما استحقت حصة كبيرة من سندات ميفو الإذنية ذات مدة الخمس سنوات، لذا استخدمت الحكومة «أساليب مشكوكًا فيها للغاية»، إذ «أُجبرت البنوك على شراء سندات حكومية، وأخذت الحكومة أموالًا من حسابات الادخار وشركات التأمين» من أجل الدفع لحاملي فواتير ميفو، ويرجع ذلك أساسًا إلى نقص حاد في السيولة الحكومية. في الوقت نفسه، حققت إدارة شاخت انخفاضًا سريعًا في معدل البطالة، وهو الأكبر في أي بلد خلال فترة الكساد الكبير. بحلول عام 1938 كانت البطالة قد انقرضت عمليًا.
كانت الأولوية الاقتصادية الرئيسة للحكومة النازية -التي تميزها عن الحكومات الألمانية السابقة- هي إعادة تسليح وإعادة بناء جيش ألمانيا استعدادًا لحرب نهائية لغزو ليبنسراوم («مكان للعيش») في الشرق. وهكذا، في بداية حكمه، قال هتلر إن «مستقبل ألمانيا يعتمد حصريًا على إعادة بناء الفيرماخت. يجب أن تتخلى جميع المهام الأخرى عن الأسبقية لمهمة إعادة التسليح» و «في حالة وجود تعارض بين مطالب الفيرماخت والمطالب لأغراض أخرى، يجب أن تكون لمصالح الفيرماخت الأولوية في كل حالة». نُفذت هذه السياسة على الفور، مع نمو النفقات العسكرية بسرعة أكبر بكثير من برامج خلق العمل المدني. في وقت مبكر من يونيو 1933، حُددت ميزانية الإنفاق العسكري لهذا العام بثلاث مرات أكبر من الإنفاق على جميع تدابير إنشاء العمل المدني في عامي 1932 و1933 مجتمعين. زادت ألمانيا النازية من إنفاقها العسكري أسرع من أي دولة أخرى في وقت السلم، إذ ارتفعت حصة الإنفاق العسكري من 1% إلى 10% من الدخل القومي في العامين الأولين من النظام وحده. في نهاية المطاف، بحلول عام 1944، وصلت إلى 75%.
تبنت الحكومة النازية أول حزمة مالية لإعادة التسلح في يونيو 1933، وكانت طموحة للغاية. وافق شاخت على تخصيص 35 مليار رايخ مارك للإنفاق على تعزيز القوات العسكرية على مدى ثماني سنوات. بالمقارنة، كان الدخل القومي الإجمالي لألمانيا في عام 1933 يبلغ 43 مليار رايخ مارك، لذلك لم تقترح الحكومة زيادة الإنفاق العسكري فحسب، بل جعل الإنتاج العسكري محور التركيز الرئيس للاقتصاد الوطني. في وقت سابق، في أبريل، وافق مجلس الوزراء بالفعل على إطلاق سراح الجيش من العمليات العادية للرقابة على الميزانية. لم تسمح التزامات المعاهدة الدولية لألمانيا بإعادة التسلح على نطاق واسع، لذلك انسحب هتلر من محادثات نزع السلاح في جنيف ومن عصبة الأمم في أكتوبر 1933. خشيت الحكومة الألمانية من أن هذا قد يثير حربًا فورية مع فرنسا في ذلك الوقت، لكن ذلك لم يحدث. ومع ذلك، فإن الخوف من احتمال اندلاع الحرب قبل استعداد ألمانيا لها أدى إلى خلق شعور بالإلحاح وعزز برنامج إعادة التسلح. استعد الجيش والبحرية لتوسيع قدراتهم وقواهم العاملة بسرعة. وضعت خطط لبناء سلاح الجو سرًا (محظور بموجب معاهدة فرساي)، واستعد الجيش لتقديم التجنيد في غضون عامين والنمو إلى 300000 جندي بحلول عام 1937 (أيضًا في انتهاك لمعاهدة فرساي). في البداية، لم تستفد البحرية كثيرًا من خطط إعادة التسلح هذه؛ لأن هتلر كان يرغب في خوض حرب برية في أوروبا، بل إنه يأمل في إقامة تحالف مع الإمبراطورية البريطانية حيث يحتفظ البريطانيون بالسيطرة على البحار. مع ذلك، وبناءً على إصرار الأدميرال إريك رايدر، ووفِق أيضًا على توسيع البحرية في عام 1934. وشمل ذلك الإنشاء المتوقع لـ 8 سفن حربية (سمحت فرساي بحد أقصى 6) و3 حاملات طائرات و8 سفن حربية (سمحت فرساي بـ 6)، و 48 مدمرة (فرساي سمحت بـ 12)، و72 غواصة (محظورة بالكامل بموجب المعاهدة). كان من المستحيل إخفاء الحجم غير المسبوق للميزانية العسكرية عن المراقبين الأجانب، ولكن عندما طُلب من هتلر توضيح، ادعى أن ألمانيا كانت «منشغلة فقط في نفقات الصيانة والتجديد الأساسية».
مُوّل الحشد العسكري الهائل إلى حد كبير عبر الإنفاق بالعجز، بما في ذلك فواتير ميفو. بين عامي 1933 و1939، بلغ إجمالي إيرادات الحكومة الألمانية 62 مليار رايخ مارك، في حين تجاوز الإنفاق الحكومي (حتى 60% منها تكاليف إعادة التسلح) 101 مليار، ما تسبب في عجز كبير وارتفاع الدين الوطني (إذ بلغ 38 مليار مارك في عام 1939). عبر جوزيف غوبلز -الذي سخر من الخبراء الماليين في الحكومة على أنهم بائسون ذوو أفق ضيق- عن قلقه في مذكراته بشأن العجز المتفجر. توقع هتلر وفريقه الاقتصادي أن يوفر التوسع الإقليمي القادم وسيلة لسداد الدين القومي المرتفع، وذلك باستخدام ثروات الأمم المهزومة وقوتها البشرية.
أُنشئت بيروقراطية معقدة لتنظيم واردات المواد الخام والسلع تامة الصنع بقصد القضاء على المنافسة الأجنبية في السوق الألمانية وتحسين ميزان مدفوعات البلاد. شجع النازيون تطوير بدائل اصطناعية لمواد مثل النفط والمنسوجات. نظرًا لأن السوق كانت تعاني من وفرة وكانت أسعار البترول منخفضة، في عام 1933، عقدت الحكومة النازية اتفاقية مشاركة في الأرباح مع شركة إي غه فاربن، ما يضمن لهم عائدًا بنسبة 5% على رأس المال المستثمر في مصنعهم للزيوت الاصطناعية في لوينا. ستحوّل أي أرباح تزيد عن هذا المبلغ إلى الرايخ. بحلول عام 1936، ندمت فاربن لإبرامها الصفقة، إذ إن الأرباح الفائضة المحقَّقة في ذلك الوقت كان لابد من منحها للحكومة.
في يونيو 1933، قُدّم «برنامج راينهارت» لتطوير البنية التحتية. جمع بين الحوافز غير المباشرة، مثل التخفيضات الضريبية، والاستثمار العام المباشر في المجاري المائية والسكك الحديدية والطرق السريعة. أعقب ذلك مبادرات مماثلة أدت إلى توسع كبير في صناعة البناء الألمانية. بين عامي 1933 و1936، ارتفعت العمالة في البناء من 666,000 فقط إلى أكثر من 2,000,000. أصبحت السيارات وغيرها من وسائل النقل الآلية جذابة بشكل متزايد للسكان، وازدهرت صناعة السيارات الألمانية. مع ذلك، فإن محاولة ألمانيا في تحقيق الاكتفاء الذاتي تعني فرض قيود على العملات الأجنبية، ما تسبب في نقص المطاط والوقود للاستخدام المدني بحلول عام 1939 وأدى إلى «قيود شديدة على استخدام السيارات».